# Кагульский государственный университет имени Богдана Петричейку Хашдеу
Кагульский государственный университет имени Богдана Петричейку Хашдеу (рум. Universitatea de Stat „Bogdan Petriceicu Hasdeu" din Cahul — USCh) — высшее учебное заведение Республики Молдова, основанное в 1999 году. Названо в честь Богдана Хашдеу.

## Факультеты
Университет имеет три факультета:
- Факультет Филологии и Истории;
- Факультет Права и Публичной администрации;
- Факультет Вычислительной техники и математики.